# Schauenburg (Stetten am kalten Markt)
Die Schauenburg ist der Rest einer Gipfelburg auf dem 722 Meter hohen „Schaufelsen“ am Rande des Donautales, etwa drei Kilometer südlich der Gemeinde Stetten am kalten Markt im Landkreis Sigmaringen in Baden-Württemberg.

## Geschichte
Der Name der Burg leitet sich vom althochdeutschen „scouwa“ oder dem mittelhochdeutschen „Schouwe“ ab mit der Bedeutung Warte oder Wachturm. Die Burg wurde vermutlich während des 13. Jahrhunderts von den Rittern von Schauenburg erbaut, aus dem Jahr 1270 ist ein Gotwinus de Schowenberc urkundlich nachweisbar. Er stammte möglicherweise aus einem Ministerialengeschlecht der Grafen von Hohenberg.
1430 wurde die Schauenburg von den Grafen von Sigmaringen zerstört, später wurde im Jahr 1497 die Ruine als Schowenberg das burgstall im Besitz der Herren von Hausen erwähnt.

## Beschreibung

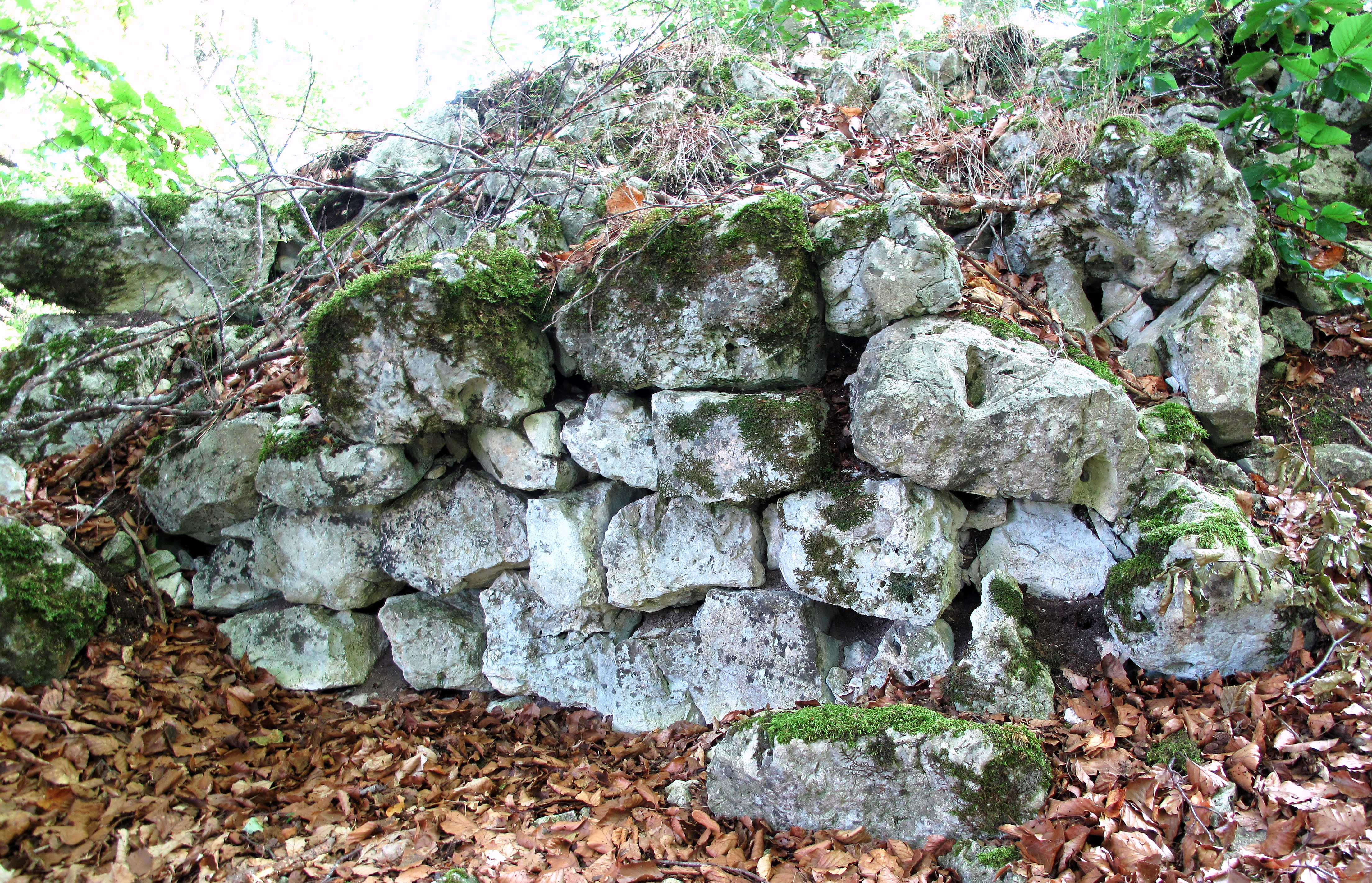
Gebäudemauerrest der Kernburg

Von der ehemaligen Burganlage auf einer Bergrippe am Steilabfall zum Donautal haben sich geringe Mauerreste auf der Nordwestseite sowie Reste eines Gebäudes aus grob behauenen Kleinquadern auf der Südostseite erhalten. Zwei kleine Grabenabschnitte im Norden und Süden begrenzen die rund 22 × 28 Meter große Kernburgfläche auf dem nach Westen rund 120 Meter senkrecht abfallenden Burgfels.